# Brigita Langerholc
Brigita Langerholc, slovenska atletinja, * 23. julij 1976, Kranj.
Brigita Langerholc je za Slovenijo nastopila na poletnih olimpijskih igrah 2000 v Sydneyju in 2008 v Pekingu. V Sydneyju je osvojila četrto mesto v teku na 800 m, s štafeto 4 × 400 m je izpadla v prvem krogu, v Pekingu pa je v teku na 800 m izpadla v polfinalu.